# St. Johannes Enthauptung (Suttrop)

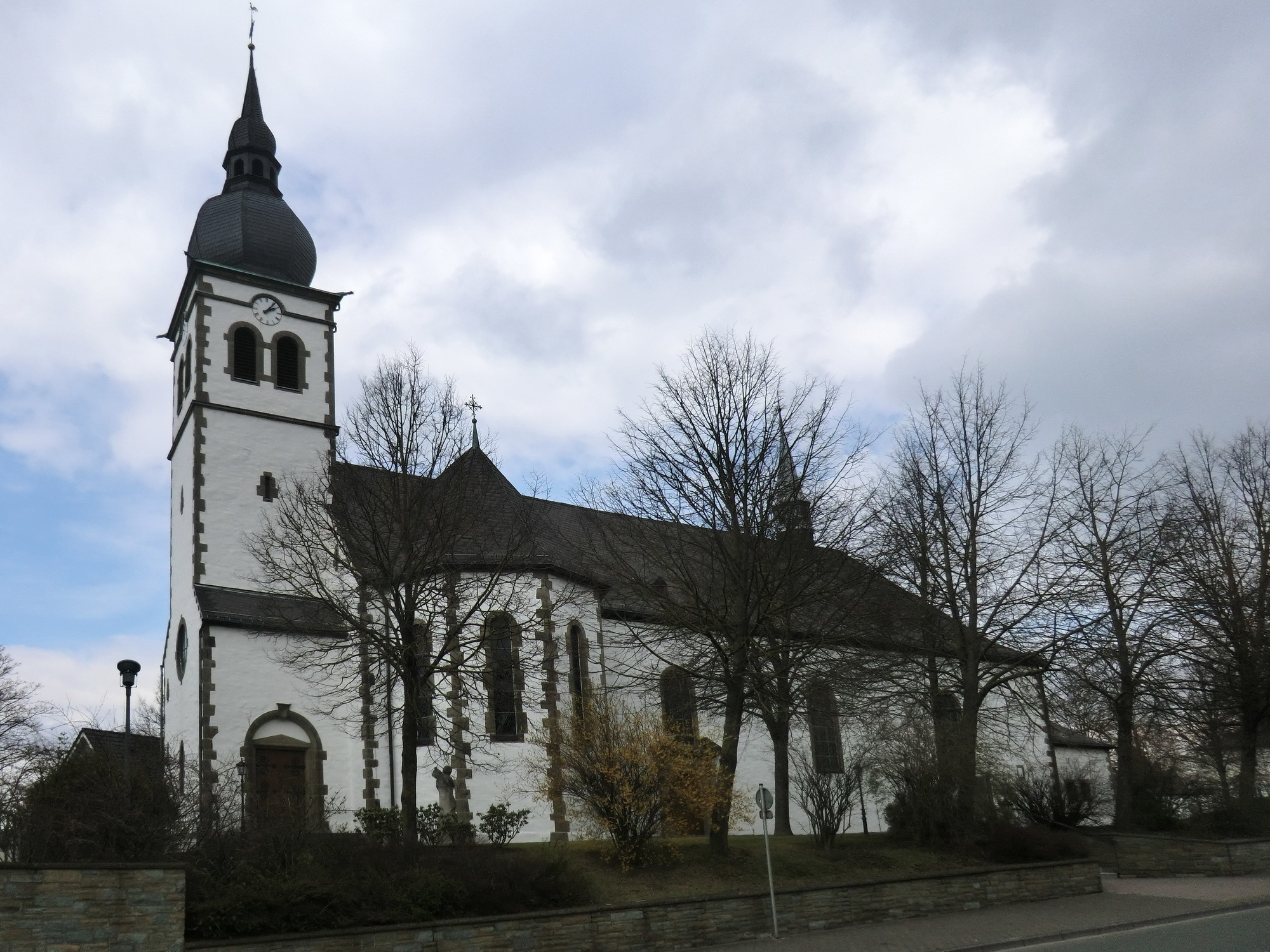
St. Johannes Enthauptung (Suttrop)

Die römisch-katholische, denkmalgeschützte Pfarrkirche St. Johannes Enthauptung steht in Suttrop, einem Gemeindeteil der Stadt Warstein im Kreis Soest von Nordrhein-Westfalen. Die Kirchengemeinde gehört zum Pastoralverbund Warstein im Dekanat Lippstadt-Rüthen des Erzbistums Paderborn.

## Beschreibung
Das Langhaus und der eingezogene, gerade geschlossene Chor im Osten der Saalkirche wurden 1710–13 erbaut. Der Kirchturm im Westen und die am westlichen Joch des Langhauses angebauten Kapellen wurden 1907 errichtet, nachdem der alte Kirchturm abgebrochen war. An der Südseite des Kirchturms, dessen oberstes Geschoss die Turmuhr und den Glockenstuhl beherbergt, und der mit einer Welschen Haube bedeckt ist, befindet sich das verdachte Portal.
Der Innenraum des Langhauses ist mit einem Kreuzgratgewölbe überspannt, das auf Wandpfeilern ruht. Der Chor ist innen mit einem spitzen Stichkappengewölbe bedeckt. Die barocke Kirchenausstattung, dazu zählen der Hochaltar und die beiden Seitenaltäre, ist überwiegend aus Holz.
Die Orgel auf der Empore über dem Erdgeschoss des Kirchturms wurde 1908 von der Orgelbau-Anstalt Eggert gebaut. Nach Änderung der Disposition 1963 durch den Orgelbau Kreienbrink hat sie 17 Register, zwei Manuale und ein Pedal.